# Yelicones crassicornis
Yelicones crassicornis är en stekelart som beskrevs av Cameron 1887. Yelicones crassicornis ingår i släktet Yelicones och familjen bracksteklar. Inga underarter finns listade i Catalogue of Life.